# Sparkasse Westerwald-Sieg
Die Sparkasse Westerwald-Sieg ist eine rheinland-pfälzische Sparkasse mit Sitz in Bad Marienberg. Sie ist eine Anstalt des öffentlichen Rechts und entstand am 1. Juni 2015 aus der Fusion der Kreissparkassen Altenkirchen und Westerwald.

## Organisationsstruktur
Das Geschäftsgebiet der Sparkasse Westerwald-Sieg umfasst den Landkreis Altenkirchen und den Westerwaldkreis. Entgegen dem Regionalprinzip ist aus historischen Gründen in ihrem Geschäftsgebiet mit der Nassauischen Sparkasse eine weitere Sparkasse aktiv. Träger der Sparkasse Westerwald-Sieg ist der Sparkassenzweckverband Westerwald-Sieg, dem der Landkreis Altenkirchen und der Westerwaldkreis angehören. Rechtsgrundlagen sind das Sparkassengesetz für Rheinland-Pfalz und die Satzung der Sparkasse. Organe der Sparkasse sind der Verwaltungsrat und der Vorstand.
Die Sparkasse Westerwald-Sieg ist Mitglied des Sparkassenverbandes Rheinland-Pfalz und über diesen auch im Deutschen Sparkassen- und Giroverband.

## Geschäftszahlen
Die Sparkasse Westerwald-Sieg wies im Geschäftsjahr 2023 eine Bilanzsumme von 4,22 Mrd. Euro aus und verfügte über Kundeneinlagen von 3,351 Mrd. Euro. Gemäß der Sparkassenrangliste 2023 liegt sie nach Bilanzsumme auf Rang 118. Sie unterhält 37 Filialen/Selbstbedienungsstandorte und beschäftigt 581 Mitarbeiter.

## Sparkassen-Finanzgruppe
Die Sparkasse Westerwald-Sieg ist Teil der Sparkassen-Finanzgruppe und gehört damit auch ihrem Haftungsverbund an. Er sichert den Bestand der Institute und sorgt dafür, dass sie auch im Fall der Insolvenz einzelner Sparkassen alle Verbindlichkeiten erfüllen können. Die Sparkasse vermittelt Bausparverträge der regionalen Landesbausparkasse, offene Investmentfonds der Deka und Versicherungen der Provinzial Rheinland. Im Bereich des Leasing arbeitet die Sparkasse Westerwald-Sieg mit der  Deutschen Leasing zusammen. Die Funktion der Sparkassenzentralbank nimmt die Landesbank Baden-Württemberg wahr.

## Geschichte
Die Kreissparkasse Altenkirchen nahm ihren Geschäftsbetrieb am 2. Januar 1858 in einem Geschäftslokal in der Kölner Straße in Altenkirchen auf. Die Kreissparkasse Oberwesterwald wurde am 1. Januar 1891 gegründet, die Kreissparkasse Unterwesterwald folgte am 2. November 1900.
Im Rahmen der Gebietsreform in Rheinland-Pfalz wurden am 17. März 1974 die Landkreise Ober- und Unterwesterwald vereinigt. Das führte dazu, dass am 22. Dezember 1976 der Kreistag des Westerwaldkreises eine Fusion der beiden Sparkassen beschloss. Am 1. August 1977 ging aus Kreissparkasse Oberwesterwald und der Kreissparkasse Unterwesterwald die fusionierte Kreissparkasse Westerwald hervor.
Die Kreissparkasse Westerwald fusionierte schließlich zum 1. Juni 2015 mit der Kreissparkasse Altenkirchen zur Sparkasse Westerwald-Sieg.